# Aigle Noir Football Club de Makamba
L'Aigle Noir FC de Makamba est un club burundais de football basé à Makamba. 

## Histoire
Le club accède lors de la saison 2015-2016 à la première division du Burundi et se place tout de suite aux avant-postes, terminant à la quatrième place pour ses deux premières saisons dans l'élite. Lors de la saison 2017-2018, l'Aigle Noir termine sur le podium, à la troisième place. La saison suivante, le club est sacré champion du Burundi, terminant avec treize points d'avance sur son dauphin.

## Palmarès
- Championnat du Burundi (2) :
  - Champion : 2019 et 2024-25
- Coupe du Burundi (2) :
  - Vainqueur : 2019 et 2023
- Supercoupe du Burundi (2) :
  - Vainqueur : 2019 et 2023